# 蔡茂春 (天啓進士)
蔡茂春（？—？），號聖居，湖广黄州府麻城县人。明朝政治人物。

## 生平
戊子七月二十日生。萬曆四十年（1612年）壬子科湖广鄉試六十六名舉人，天啓二年（1622年）壬戌科会试三十四名，三甲二百九十九名進士。兵部观政，三年任建德县知县，七年本省同考。崇祯元年（1628年）考选，授礼部祠祭司主事，三年升主客司郎中，四年任福建福州府知府，所至有政声，恤孤设赈，劝农立学，兴利除害，无不条举。五年致仕归。

## 家族
子蔡之澜，崇祯十五年张献忠破蕲州，杀黄州知府许文岐，父茂春为岐房师，之澜闻变，冒死入城，收其尸殓之。亲送文岐家，鸣于巡按黄澍，以殉难请赐祭葬，赐太仆少卿。子作楫，年七岁，被贼离散，仆李文纵、萧文卜负之逃，遇贼将，孤主藏匿，俟贼过，复负逃他处，贼平送归，禋祀赖以不绝，虽二仆之义，亦先世隐德之报也。